# Saline Lorenesi
Le Saline Lorenesi si trovano all'estremità sud-orientale del territorio comunale di Castiglione della Pescaia. La loro ubicazione è ai margini della Riserva naturale Diaccia Botrona, nei pressi della Pineta del Tombolo, non lontano dal Forte delle Marze che rientra nel territorio comunale di Grosseto.

## Storia
Le saline furono costruite nel 1758 durante i lavori di bonifica della pianura grossetana. L'opera fu fortemente voluta dai Lorena, nonostante lo scetticismo di Leonardo Ximenes che portava avanti i lavori di bonifica e di canalizzazione dell'antico Lago Prile, che sorgeva nell'area pianeggiante tra Castiglione della Pescaia e Grosseto.
Nell'insieme, le saline settecentesche si estendevano su una superficie superiore ai 400 m2 ed erano in grado di produrre enormi quantità di sale, tanto da soddisfare sia il mercato interno che quello esterno: il sale destinato alle esportazioni veniva temporaneamente stoccato presso un deposito ricavato nel Casello idraulico di Castiglione della Pescaia, prima di essere imbarcato nelle navi in partenza dal Porto di Castiglione della Pescaia e trasportato a destinazione via mare.
Tuttavia, l'ubicazione delle saline nell'immediato retroterra delle Marze, che aveva lasciato perplesso anche lo Ximenes che conduceva i lavori di bonifica, e gli elevati costi di produzione del sale portarono alla loro chiusura e dismissione che nel 1791 risultava già accertata.

## Descrizione
Le Saline Lorenesi sono riconoscibili per la presenza di ruderi di edifici, ove in passato avvenivano i processi lavorativi, oltre all'area in cui veniva raccolta l'acqua salmastra.
Gli edifici si presentano oramai privi dei tetti di copertura, con planimetria rettangolare e articolazione su uno o più livelli continui. La loro ubicazione tra la parte più interna della Pineta del Tombolo e le acque palustri della Riserva naturale Diaccia Botrona li rende ben visibili anche a distanza.